# God Gave Me Everything
God Gave Me Everything è un singolo del 2001 del frontman dei Rolling Stones Mick Jagger. Quarta traccia contenuta nel suo album solista Goddess in the Doorway, pubblicata su singolo raggiunse la posizione numero 24 della classifica statunitense Billboard Mainstream Rock Tracks. Il brano fu scritto da Mick Jagger e Lenny Kravitz.

## Tracce
1. God Gave Me Everything (Jagger/Kravitz) - 3:34
2. Blue (Jagger) -